# Chiang Kai-hsin

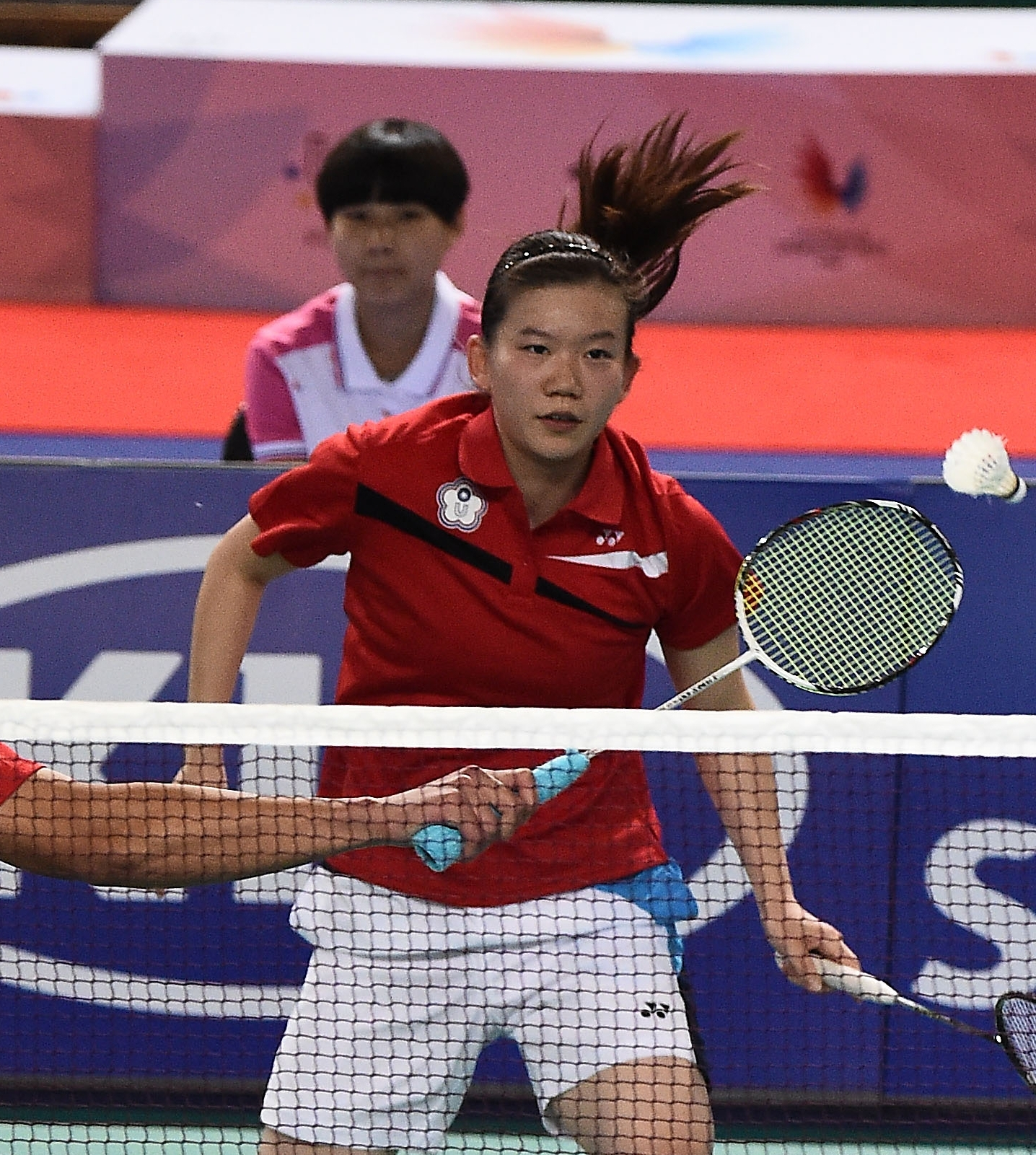
Chiang Kai-Hsin, 2020

Chiang Kai-hsin (chinesisch 姜凱心; * 25. Dezember 1990) ist eine taiwanische Badmintonspielerin.

## Karriere
Chiang Kai-hsin nahm 2010 an den Asienspielen teil. 2012 startete sie im Damendoppel bei den Badminton-Asienmeisterschaften. Sie verlor dabei jedoch schon in Runde eins und wurde somit 17. in der Endabrechnung. Mit ihrer Nationalmannschaft qualifizierte sie sich 2012 ebenfalls für die Endrunde des Uber Cups und konnte dort bis ins Viertelfinale vordringen.